# Lee Jin-taek
Lee Jin-taek (en coréen 이진택, né le 13 avril 1972) est un athlète sud-coréen, spécialiste du saut en hauteur.
Sa meilleure performance, 2,34 m, réalisée à Séoul le 20 juin 1997, est record national de Corée du Sud jusqu'en 2021. Il a été finaliste aux Jeux olympiques à Atlanta un an auparavant. 
Il mesure 1,89 m pour 70 kg (poids de forme). 
Il a terminé sa carrière en 2002. Il a franchi 2,29 m à Séville lors des Championnats du monde de 1999 (6e), été également finaliste avec 2,29 m à ceux de 1997 à Athènes en 2,29 m, puis 2,24 m lors de ceux de Göteborg en 1995 et 2,20 m lors de ceux de Stuttgart en 1993. 
Il a également participé aux Jeux olympiques de Sydney en 2000 (2,20 m en qualifications). Il avait terminé 4e lors de la Coupe du monde d'athlétisme à La Havane en 1992 (avec 2,23 m). Champion d'Asie en 1991.

## Palmarès
| Date | Compétition         | Lieu         | Résultat | Épreuve | Performance |
| ---- | ------------------- | ------------ | -------- | ------- | ----------- |
| 1991 | Championnats d'Asie | Kuala Lumpur | 1er      | Hauteur | 2,22 m      |
| 1993 | Championnats d'Asie | Manille      | 1er      | Hauteur | 2,24 m      |
| 1995 | Championnats d'Asie | Jakarta      | 1er      | Hauteur | 2,26 m      |
| 1997 | Universiades        | Catane       | 1er      | Hauteur | 2,32 m      |
| 1998 | Championnats d'Asie | Fukuoka      | 2e       | Hauteur | 2,27 m      |
| 1998 | Jeux asiatiques     | Bangkok      | 1er      | Hauteur | 2,27 m      |
| 2002 | Jeux asiatiques     | Busan        | 1er      | Hauteur | 2,23 m      |